# Jiří Družecký
Jiří Družecký (německy též jako Georg Druschetzky, italsky Giorgio Druschetzky nebo Druzechi, také Juraj Družecký, 7. dubna 1745 Jemníky u Slaného – 21. června 1819 Budapešť) byl český hudební skladatel, hobojista a tympánista.

## Život
Od svých sedmnácti let sloužil jako prostý voják v 50. regimentu rakouské císařské armády v Chebu, ve Vídni, Ennsu, Linci a Braunau. Až v roce 1768 se stal nejprve tympánistou a později kapelníkem plukovní hudby. Hudební vzdělání získal u slavného italského hobojisty Alessandra Besozziho. V roce 1777 odešel z armády a usadil se v Linci a vedl zde hudební vydavatelství.
V roce 1783 přesídlil do Vídně, kde se stal členem Tonkünstler-Sozietät. O tři roky později byl kapelníkem u knížete Antonína Grassalkoviče z Gyaraku a přestěhoval se do Bratislavy. Ke korunovačním oslavám císaře Leopolda II. napsal Harmonii pro 21 dechových nástrojů. Tuto skladbu provedl v roce 1791 ve Vídni Antonio Salieri. Po smrti knížete Grassalkoviče působil jako dvorní skladatel uherského primase hraběte Josefa Batthányiho. V roce 1807 zastával místo dvorního skladatele a kapelníka dechové harmonie u arcivévody Josefa Antonína Jana Lotrinského.
Jiří Družecký zemřel v Budapešti dne 21. června 1819.

### Tvorba
Jiří Družecký patří k mozartovské generaci představitelů českého hudebního klasicismu. Psal chrámové skladby, symfonie, koncertantní i komorní hudbu. V symfonické hudbě proslul symfoniemi pro spojené smyčcové a žesťové orchestry, které získaly název sinfonia alla bataglia nebo skladbami pro tzv. tureckou, janičářskou hudbu (dechovou harmonii rozšířenou o žestě a bicí nástroje). Větší počet skladeb napsal rovněž pro tehdy nově zkonstruovaný basetový roh, který se stal i oblíbeným nástrojem Wolfganga Amadea Mozarta. V celé Evropě však byly proslulé zejména Družeckého skladby pro dechovou harmonii.

## Dílo

### Jevištní díla
- Mechmet (opera)
- Zemira (opera)
- Perseus a Andromeda (scénická hudba k divadelní hře)
- Inkle a Yariko (balet)

### Orchestrální skladby
- Koncert B-dur pro hoboj a orchestr
- Koncert C-dur pro hoboj a orchestr
- Koncert F-dur pro hoboj a orchestr
- Koncert pro 6 tympánů a orchestr
- Koncert pro hoboj a 8 tympánů
- Koncert in D-dur pro violu a orchestr
- Gran Sinfonia in C major
- Harmonia pro 21 dechových nástrojů (1790)
- Partita C-dur pro tympány a komorní orchestr
- Partita F-dur
- Partita Es-dur, č. 6
- Sinfonia alla battaglia pro smyčce a dechový orchestr
- Sinfonia in C
- Hungaria

### Komorní hudba
- Kvartet pro basetový roh, housle, violu a violoncello
- Kvintet F-dur pro lesní roh, housle, 2 violy a violoncello (1810)
- Sextet pro2 klarinety, 2 lesní rohy and 2 basetové rohy
- 6 sonát pro housle a basso continuo, Op. 1 (Linec, 1783)[1]
- Smyčcový kvartet č. 1
- Smyčcový kvartet č. 2
- Smyčcový kvartet č. 3, D-dur
- Trio pro 3 basetové rohy

### Chrámová hudba
- Missa solemnis pro sóla, smíšený sbor a orchestr (1804)